# Pilersuisoq
Pilersuisoq is een supermarktketen in Groenland met 68 vestigingen in kleine nederzettingen verspreid over het land en in kleine dorpen, waar de ketens Pisiffik en Brugseni supermarktketens niet aanwezig zijn. Net als het moederbedrijf KNI A/S is het hoofdkantoor gevestigd in de tweede stad van Groenland, Sisimiut. De directeur van de keten is sinds 2008 Lars Behrendt.

## Onderdelen
De keten bestaat uit 68 locaties die bevoorraad worden door de Royal Arctic Line, een zeetransportbedrijf van de Groenlandse regering. De bevoorrading vindt echter plaats in een zeer lage frequentie, bijvoorbeeld Ittoqqortoormiit maar 2 keer per jaar en Qaanaaq zelfs maar één keer per jaar.
Bevoorrading van de oostkust van Groenland kan efficiënter worden bevoorraad vanaf IJsland door het dunner worden van het ijs in de Straat Denemarken en het zuidelijke deel van de Groenlandzee. Dit voorstel is gedaan in 2010 tijdens een bijeenkomst van Groenland met IJsland en de Faeröereilanden in Tasiilaq. De Naalakkersuisut moet hier nog op reageren.

### Post en bank
De Pilersuisoq-winkels hebben een geïntegreerd kantoor van het nationale postbedrijf Post Greenland en medewerkers die werken voor de nationale bank Bank of Greenland.

### Belastingvrije winkels
Naast de supermarkten beheert Pilersuisoq ook de Belastingvrije winkels op de luchthavens Kangerlussuaq en Narsarsuaq.

### Heilports
Passagiers voor de helikoptervluchten vanaf de Helikopterhaven van het dorp kunnen inchecken bij de Pilersuisoq winkels bij het Post Greenland kantoor. De passagiers ontvangen hierbij geen instapkaart maar de bagage wordt gelabeld, tenzij de passagier niet via een lokale helikopterhub gaat. Bagage wordt vervoerd met een tractor van de Pilersuisoq naar de helikopterhaven.